# 北海道矯正管区
北海道矯正管区（ほっかいどうきょうせいかんく）は、法務省矯正局が所管している日本に8つある矯正管区の一つ。2025年4月1日までは札幌矯正管区という名称が使用されていた。

## 所管
北海道にある刑事施設・少年施設の監督

## 所在地
札幌市東区東苗穂1条2丁目5番5号

## 所管施設一覧

### 刑事施設（刑務所・拘置所）
- 札幌刑務所
  - 札幌刑務支所（女子）
  - 札幌拘置支所
- 旭川刑務所
- 帯広刑務所
  - 釧路刑務支所
- 網走刑務所
- 月形刑務所
- 函館少年刑務所

### 少年施設（少年院・少年鑑別所）
- 北海少年院
- 紫明女子学院
- 札幌少年鑑別所
  - 函館少年鑑別支所
  - 釧路少年鑑別支所
- 旭川少年鑑別所
- 帯広少年院（2021年度末で廃止[1]）